# Burdick Peak
Der Burdick Peak ist ein 751 m hoher Berg auf der Livingston-Insel im Archipel der Südlichen Shetlandinseln. Er ragt südwestlich des Mount Bowles auf.
Das UK Antarctic Place-Names Committee benannte ihn 1959 nach dem US-Amerikaner Christopher Burdick († 1831), der als Kapitän des Schoners Huntress aus Nantucket die Südlichen Shetlandinseln zwischen 1820 und 1821 besuchte.